# Styringomyia quadridivisa
Styringomyia quadridivisa is een tweevleugelige uit de familie steltmuggen (Limoniidae). De soort komt voor in het Afrotropisch gebied.